# Nagy őrgébics
A nagy őrgébics (Lanius  excubitor) a madarak osztályának verébalakúak (Passeriformes) rendjén belül a gébicsfélék (Laniidaee) családjába tartozó faj. Az őrgébics onnan kapta nevét, hogy régebben a solymászok kalitkában tartották, mert más-más hangokkal hívta fel figyelmüket a különböző ragadozó madarakra. Ez megkönnyítette a sólymok befogását. Az őrgébics jóval előbb felfedezte a sólymot, mint ahogy a solymász észrevette volna.

## Rendszerezése
A fajt Carl von Linné svéd természettudós írta le 1758-ban.

## Alfajai
- Lanius excubitor bianchii Hartert, 1907
- Lanius excubitor borealis Vieillot, 1808
- Lanius excubitor excubitor Linnaeus, 1758
- Lanius excubitor funereus Menzbier, 1894
- Lanius excubitor homeyeri Cabanis, 1873
- Lanius excubitor mollis Eversmann, 1853
- Lanius excubitor sibiricus Bogdanov, 1881[2]

## Előfordulása
Európa, Ázsia területén és Észak-Afrikában honos. Nem válogatós madár, fás, bokros területeken, gyümölcsösökben és mocsarakban is megtelepszik. Vonuló faj.

### Kárpát-medencei előfordulása
Magyarországon rendszeres és gyakori téli vendég, de már kisebb fészkelő állománya is van. Homeyeri alfaja rendkívül ritka alkalmi vendég, első bizonyított hazai előfordulását 2002. november 15. és december 9. között Hortobágyon észlelték.

## Megjelenése
Testhossza 24-25 centiméter, szárnyfesztávolsága 30-35 centiméter, testtömege 48-81 gramm. Szemsávja fekete.

## Életmódja
Táplálékának jelentős része apróbb gerincesekből áll, de megeszi a rovarokat is. Pockot, egeret, tücsköt és lótetűt a földön zsákmányol, a kisebb madarakat a levegőben kapja el. Az állomány egy része állandó, egy része kóborol. A tövisszúró gébicshez hasonlóan tüskés ágakra szúrja fel a tartalék élelmet.
|  |  |

## Szaporodása
Növényi szálakból épített csésze alakú fészkét tollakkal béleli ki. Fészekalja 5-7 tojásból áll, melyen 15-18 napig csak a tojó kotlik, s a párja eteti. A fiókák még 20 napig vannak a fészekben, ahol néha kakukkot is nevel.
|  |

## Természetvédelmi helyzete
Az elterjedési területe rendkívül nagy, egyedszáma ugyan csökken, de még nem éri el a kritikus szintet. A Természetvédelmi Világszövetség Vörös listáján nem fenyegetett fajként szerepel. Európai állománya csökkenő, Magyarországon védett, pénzbeli értéke 50 000 Ft.